# نازي جورينج

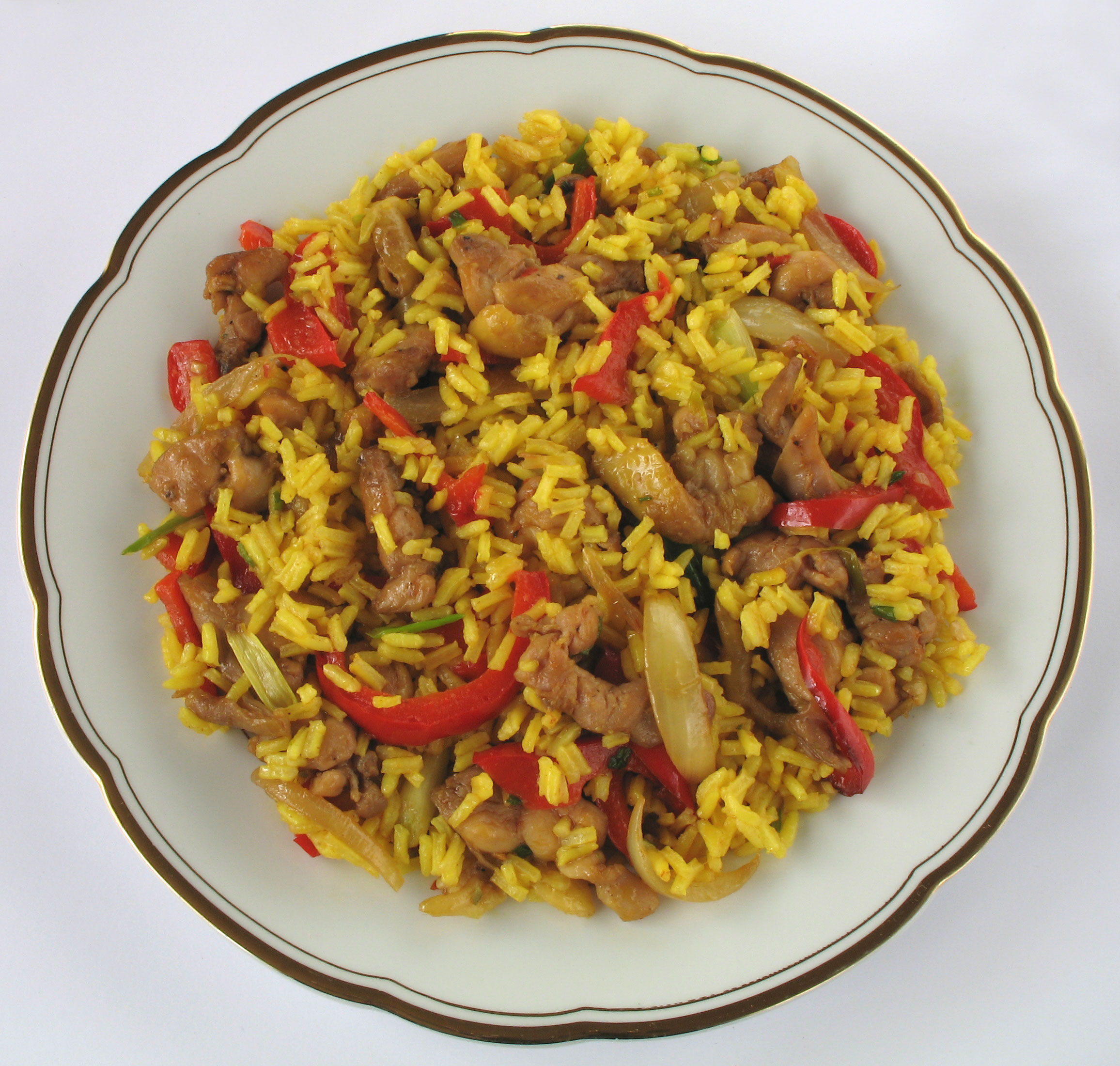
نازي جورينج، وجبة رئيسية.

نازي جورينج (بالإندونيسية : nasi goreng) من المأكولات الشعبية في إندونسيا وماليزيا ، ويعني اسم الطبق بالغة الإندونيسية «أرز محمر» وتُستخدم في إعداده خضار مختلفة والجمبري والبيض المقلي، وقد يُقدّم حامياً بالشطة.

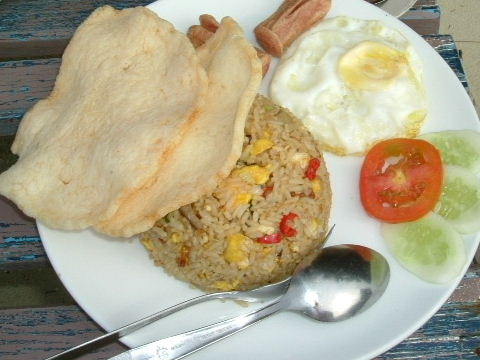
نازي جورينج البسيط.

## نازي جورينج البسيط
المكونات الأساسية لنازي جورينج هي الأرز والقليل من صلصة الصويا والثوم والبصل وبعضٌ من البصل الأخضر. يُطبخ الأرز بمفرده أولاً ويترك ليبرد. يُقلى الثوم المفروم مع البصل، ثم تضاف الخضار المقطعة إلى قطع صغيرة وتُقلَب سريعاً لمدة 7 دقائق. ثم يضاف الأرز مع استمرار التقليب على النار لمدة 8 دقائق أخرى. يُقلى البيض في قليل من الزيت ويُقطّع قطعاً صغيرة مقاس عقلة الإصبع ويخلط بمزيج الأرز والخضار. يُرش الأرز بقليل من صلصة الصويا المخففة بالماء، ويتبل بالملح والفلفل الأسود.

## نازي جورينج المُعدّل
يقدم نازي جورينج المُعدّل في المطاعم كأكلة رئيسية. تُضاف إلى نازي جورينج البسيط شرائح صغيرة من الزنجبيل الطازج والفلفل الرومي الأحمر والكوساء المقطعة إلى قطع صغيرة وقطع الدجاج المحمر الصغيرة، كما يضاف إلى المزيج الجنبري أو الروبيان منزوع القشر.